# Tyrankowate
Tyrankowate (Tyrannidae) – rodzina ptaków z podrzędu tyrankowców (Tyranni) w obrębie rzędu wróblowych (Passeriformes).

## Zasięg występowania
Obejmuje gatunki zamieszkujące lasy, góry, łąki i trawy w Ameryce Północnej i Południowej.

## Cechy charakterystyczne
Ptaki te charakteryzują następujące cechy:
- długość ciała od 6,5 do 50 cm (najczęściej 25 cm)
- masa ciała od 4 do 88 g
- duża głowa, skrzydła ostro zakończone
- ogon zwykle rozwidlony
- upierzenie barwne (zwykle oliwkowe, spód jaśniejszy)
- niezwykle krzykliwy głos
- terytorialne, zaciekle bronią swojego terenu przed obcymi
- żywią się głównie owadami chwytanymi w locie.

## Systematyka
Do rodziny należą następujące podrodziny:
- Hirundineinae Tello, Moyle, Marchese & Cracraft, 2009 – tyranówki
- Elaeniinae Cabanis & F. Heine Sr., 1859-60 – elenie
- Tyranninae Vigors, 1825 – tyranki
- Muscigrallinae Ohlson, Irestedt, Ericson & Fjeldså, 2013 – ziemnotyranki – jedynym przedstawicielem jest Muscigralla brevicauda d’Orbigny & Lafresnaye, 1837 – ziemnotyranka.
- Fluvicolinae Swainson, 1832-33 – wodopławiki